# Vaccinium acuminatissimum
Vaccinium acuminatissimum är en ljungväxtart som beskrevs av Friedrich Anton Wilhelm Miquel. Vaccinium acuminatissimum ingår i Blåbärssläktet, och familjen ljungväxter.

## Underarter
Arten delas in i följande underarter:
- V. a. ellipticum
- V. a. marapiense